# جايسون بونتشيون
جايسون بونتشيون (بالإنجليزية: Jason Puncheon)‏ مواليد 18 يونيو 1986 في إنجلترا، هو لاعب كرة قدم إنجليزي يلعب مع كريستال بالاس كلاعب وسط.

## المسيرة الاحترافية

### أندية لعب لها
- نادي ليويس
- نادي بارنت
- نادي ساوثهامبتون

## روابط خارجية
- جايسون بونتشيون على موقع قاعدة بيانات كرة القدم.إي يو (الإنجليزية)
- جايسون بونتشيون على موقع Soccerbase.com (لاعب) (الإنجليزية)
- جايسون بونتشيون على موقع Soccerway.com (الإنجليزية)
- جايسون بونتشيون على موقع عالم كرة القدم.نت (الإنجليزية)
- جايسون بونتشيون على موقع AS.com (الإسبانية)